# Републикански път III-112
Републикански път IIІ-112 е третокласен път, част от републиканската пътна мрежа на България, на територията на области Монтана и Видин. Дължината му е 50,8 км.
Пътят започва от 24,5 км на Републикански път II-11 в западния край на село Добри дол, след около 3 км навлиза в Област Видин и достига до село Тополовец. След селото пресича река Лом и отново навлиза в Област Монтана при село Дъбова махала. По-нататък пътят последователно преминава през град Брусарци и селата Смирненски, Славотин, Доктор Йосифово и Студено буче и достига до 103,7-и км на Републикански път II-81 северно от град Монтана.
При 17 км, в град Брусарци наляво се отклонява Републикански път III-1121 (7,7 км), който през село Крива бара достига до 19,3 км на Републикански път III-114.
| Пътища, отклоняващи се надясно (населено място, № на пътя, посока на пътя) | Км   | Пътища, отклоняващи се наляво (посока на пътя, № на пътя, населено място) |
| -------------------------------------------------------------------------- | ---- | ------------------------------------------------------------------------- |
| Община Лом, Област Монтана II-11, 24,5 км →                                | 0,0  | → 24,5 км, II-11, Област Монтана Община Лом                               |
| Община Ружинци, Област Видин                                               | 4,2  | Област Видин, Община Ружинци                                              |
| III-114 25,7 км с. Тополовец ←                                             | 8,7  | ← с. Тополовец 25,7 км III-114                                            |
| Община Брусарци, Област Монтана                                            | 9,6  | Област Монтана, Община Брусарци                                           |
| (за с. Киселево) общински път с. Дъбова махала ←                           | 10,6 | с. Дъбова махала                                                          |
| с. Дъбова махала                                                           | 11,3 | → с. Дъбова махала общински път (за с. Княжева махала)                    |
| гр. Брусарци                                                               | 17,0 | → гр. Брусарци 0 км III-1121                                              |
| (за с. Буковец) общински път с. Смирненски ←                               | 20,3 | с. Смирненски                                                             |
| Община Монтана                                                             | 25,2 | Община Монтана                                                            |
| (за с. Долна Рикса) общински път с. Славотин ←                             | 28,1 | ← с. Славотин 23,6 км III-8105 (от с. Расово)                             |
| (за с. Клисурица) общински път с. Славотин ←                               | 28,7 | с. Славотин                                                               |
| с. Доктор Йосифово ←                                                       | 38,7 | с. Доктор Йосифово                                                        |
| (за с. Войници) общински път с. Студено буче ←                             | 45,1 | с. Студено буче                                                           |
| II-81 103,7 км →                                                           | 50,8 | → 103,7 км II-81                                                          |